# Choanostomellia vinogradovae
Choanostomellia vinogradovae is een lepelworm uit de familie Bonelliidae.
De wetenschappelijke naam van de soort werd in 1978 door Murina gepubliceerd.